# Duško Radinović
Duško Radinović  (Podgorica, então chamada Titogrado, 8 de fevereiro de 1963) é um ex-futebolista montenegrino que atuava como zagueiro.
Formado no OFK Belgrado, consagrou-se no Estrela Vermelha, integrando o elenco que em 1991 venceu a Liga dos Campoeões e o Mundial Interclubes. Nesse duelo em Tóquio contra o Colo-Colo, ele inclusive iniciou a jogada do primeiro gol: aos 20 minutos, lançou para Dejan Savićević, que por sua vez conferiu assistência para Vladimir Jugović abrir o placar.
O sucesso clubístico o fez ser convocado à Eurocopa 1992 pela Seleção Iugoslava, em lista que ainda continha futebolistas eslovenos, macedônios e um bosníaco reunidos a sérvios e montenegrinos. A menos de duas semanas do início do torneio, porém, a UEFA então resolveu atender a recomendação de banimento esportivo por proposto pelas Nações Unidas em função da Guerra Civil Iugoslava, substituindo a Iugoslávia pela Dinamarca, que havia ficado em segundo lugar no grupo de ambas nas eliminatórias.
Radinović, curiosamente, acabou por radicar-se na Suécia, tornando-se professor de futebol em Malmö.